# حصین بن نمیر
حَصینْ بن نُمَیر سکونی از بزرگان قبیله کنده در شمال یمن بود
وی در سال ۹ قبل از هجرت در یمن متولد شد و در سال ۶۷ هجری در نبرد خازر به‌دست شریک بن جَدیر کشته شد. او در وقایع مهمی از جمله نبرد جنگ قادسیه، نبرد صفین، نبرد کربلا، واقعه حَره، محاصره مکه (۶۸۳)، نبرد عین الورده و نبرد خازر نقش مهمی ایفا کرد.
خوارج نجدات و نجده بن عامر حصین بن نمیر را تکفیر کرده و در نبرد جبل الحروریه با وی جنگیدند و ۸۰۰۰ نفر از سربازان او را کشتند ولی حصین بن نمیر فرار کرد.

## زندگی‌نامه
وی از قبیله کنده است که از قبایل مهم عرب قحطانی یمن بودند و در نزدیکی حضرموت می‌زیستند. نسب او به این صورت است: الحصين بن نمير بن ناتل بن لبيد بن جعثنه بن الحارث بنسلمه بن شكامه بن شبيب بن السكون بن اشرس بن كنده.

### در دوران خلیفه اول
وی در دوران خلیفه اول از طرف خلیفه وظیفه جمع‌آوری زکات قبایل جنوب عربستان را بر عهده گرفت.

### در دوران خلیفه دوم
وی در دوران خلیفه دوم در چندین نبرد از جمله قادسیه و جنگ با امپراتوری روم شرکت کرد. وی در نبرد قادسیه به فرماندهی سعد بن ابی وقاص، فرمانده سواره نظام مسلمانان بود و پس از پیروزی در آن جنگ و فتح عراق به دستور خلیفه همراه با چندین تن از فرماندهان دیگر مأمور پایگذاری یک پایگاه بزرگ نظامی در جنوب عراق شدند که پس از پایان جنگ آن پایگاه نظامی گسترش یافت و به یک شهر بزرگ تبدیل شد و کوفه نام گرفت. او همچنین در فتح فلسطین و سوریه (که زیر نظر امپراتوری روم بودند) مشارکت داشت. نقل است که در جنگی در جنوب شام (فلسطین) رشادت‌های زیادی انجام داده و چندین تن از رومیان را در آن جنگ کشته و یکی از موثرترین فرماندهان در فتح فلسطین بوده. وی پس از انتخاب معاویه بن ابی سفیان به عنوان والی شام در شام ماندگار شد.

### جنگ صفین
پس از به خلافت رسیدن علی بن ابی‌طالب، معاویه با او بیعت نکرد و میان سپاه شام و سپاه علی بن ابی طالب جنگی به نام صفین صورت گرفت. حصین بن نمیر در جنگ صفین فرمانده جناح چپ سپاه معاویه بن ابی سفیان بود. پس از جنگ صفین به همراه عمرو عاص به مصر لشکر کشید و محمد بن ابوبکر فرماندار مصر را به قتل رساند. وی در زمان خلافت معاویه بن ابی سفیان حاکم شهر حمص سوریه بود.

### نبرد کربلا
پس از به خلافت رسیدن یزید بن معاویه به همراه سپاهی عازم کوفه شد تا قیام حسین بن علی را سرکوب کند. وی در نبرد کربلا فرمانده سربازان شام و تیر اندازان سپاه عمر بن سعد بود. نقل است به دستور او در هنگام نماز حسین بن علی و یارانش را تیر باران کردند.
حصین را از قاتل حبیب بن مظاهر دانسته‌اند.

### واقعه حره
پس از نبرد کربلا به دستور یزید بن معاویه برای سرکوبی قیام مردم مدینه با سپاهی به فرماندهی مسلم بن عقبه عازم حجاز شد. درگیری میان سپاهیان شام و مردم مدینه در خارج شهر صورت گرفت که با شکست قیام مردم مدینه همراه شد و پس از آن شامیان شهر مدینه را غارت کردند. فرماندهی این سپاه پس از مرگ مسلم بن عقبه بر عهده حصین قرار گرفت.

### حمله به کعبه
پس از واقعه حره با مرگ مسلم بن عقبه فرماندهی سپاه شام به حصین بن نمیر رسید. وی با لشکر خود به جنگ عبدالله بن زیبر رفت. جنگ میان سپاه حصین بن نمیر و یاران عبدالله بن زبیر ابتدا در بیرون شهر مکه انجام شد. پس از کشته شدن تعداد زیادی از افراد عبدالله بن زبیر وی به داخل شهر مکه پناهنده شد. سپاه حصین بن نمیر بیش از دو ماه، شهر مکه را به محاصره خود درآوردند و در طی همین مدت بود که خانه کعبه را با منجنیق، سنگ زدند و در خانه خدا آتش افروختند.
سرانجام در اوایل ماه ربیع‌الثانی سال ۶۴ هـ. ق با رسیدن خبر مرگ یزید به گوش حصین بن نمیر و یارانش، آنها به محاصره شهر مکه خاتمه دادند.

## مرگ
سرانجام حصین بن نمیر در عاشورای سال۶۷، در نزدیکی موصل در نبرد خازر که میان عبیدالله بن زیاد و ابراهیم بن مالک اشتر رخ داد، در درگیری با شریک بن جدیر تغلبی کشته شد.

## در فیلم‌ها
نقش حصین بن نمیر را در فیلم سفیر جلال پیشواییان و سیامک اطلسی در سریال مختارنامه بازی می‌کردند.